# Takyon
En takyon är en hypotetisk partikel vars absolut lägsta hastighet är ljushastigheten (c). Den kan aldrig färdas långsammare än ljushastigheten på grund av sin imaginära massa. Dess speciella egenskaper beskrevs första gången av den tyska fysikern Arnold Sommerfeld (1868–1951) som annars är känd för att bland annat ha introducerat finstrukturkonstanten i kvantmekaniken.

## Etymologi
Namnet takyon är taget från grekiskan (ταχυόνιον, takhyónion, av ταχύς, takhýs, snabb) och betyder ungefär "en som är snabb".

## Egenskaper
En speciell egenhet hos takyoner är att deras energi ökar, när deras hastighet minskar. Även det motsatta gäller: när energin minskar, ökar deras hastighet. Precis som vanlig materia har takyonen en antipartikel, nämligen antitakyonen.
Man har letat efter belägg för att takyoner skulle existera i den kosmiska strålningen, utan framgång.
Takyoner dyker upp i många olika former i bland annat strängteori, men anses idag vara en partikel som har alltför otroliga egenskaper och för hög instabilitet för att existera annat än som matematiskt koncept.